# Asociaciones Italianas en Sudamérica
Asociaciones Italianas en Sudamérica (Associazioni Italiane in Sud America, AISA) fue un partido político italiano que representaba a los votantes que viven en Sudamérica, que ha recibido gran cantidad de inmigrantes de Italia. Fue fundado en 2005 por Luigi Pallaro y Ricardo Merlo junto con otros miembros de la comunidad italo-argentina.

## Historia
El partido ganó un asiento en la Cámara de Diputados y un asiento en el Senado en las elecciones generales de 2006. El partido fue representado en el Senado por Luigi Pallaro y en la Cámara de Diputados por Ricardo Merlo, quien dejó el partido en 2008 para formar el Movimiento Asociativo de Italianos en el Extranjero.
Notablemente, el exsenador Pallaro ha sido centro de controversia, por ser el único miembro electo independiente en el Senado, en la cual la coalición ganadora, La Unión, tenía sólo dos asientos más que su rival (Casa de las Libertades), y no declaró preferencia formalmente por alguno de los dos lados, aunque generalmente apoyó el gobierno de centroizquierda de Romano Prodi. 
Pallaro no fue reelecto en las elecciones generales de 2008, terminando su carrera política. Merlo fue reelecto por la lista opositora.
En las elecciones generales de 2013, tanto Pallaro como otros miembros del AISA se presentaron como candidatos al Parlamento italiano dentro de la lista del Partido Democrático.

## Resultados electorales
|                             | Votos  | %      | Escaños |   |
| Generales 2006 - Extranjero | Cámara | 99 817 | 10,3    | 1 |
| Senado                      | 85 745 | 9,6    | 1       |   |
| Generales 2008 - Extranjero | Cámara | 61 610 | 6,1     | 0 |
| Senado                      | 58 058 | 6,2    | 0       |   |